# Зубов, Георгий Николаевич
Гео́ргий Никола́евич Зу́бов (2 октября 1866 — 16 марта 1936, Париж) — русский генерал-майор (1918), герой Первой мировой войны, командир 7 Белорусского гусарского полка (с 1917 года).

## Биография
Из дворянской ветви рода Зубовых. Георгий Николаевич Зубов родился в многочисленной семье военного инженера-строителя генерала Николая Михайловича Зубова (1834—1902) и его супруги Надежды (Имеди) Николаевны (умерла 21 апреля 1915), дочери предводителя кутаисского дворянства и генерал-майора Николая Дмитриевича Церетели. В семье росли ещё восемь детей: Нил, Лариса, Нина, Екатерина, Николай, Михаил, Александр и Ольга. Семья Зубовых жила сначала в Кутаиси, а затем много лет в Чимито, предместье Батуми. По линии отца был племянником Юлия Михайловича Зубова.
Окончил 6 классов Нижегородской графа Аракчеева военной гимназии (1883) и Елисаветградское кавалерийское юнкерское училище по 2-му разряду (1889), откуда был выпущен корнетом в 21-й драгунский Белорусский полк.
Чины: поручик (1893), штабс-ротмистр (1900), ротмистр (1902), полковник (1915), генерал-майор (1918).
9 мая 1895 переведён в Отдельный корпус жандармов. На 1 января 1909 года числился в 7-м гусарском Белорусском полку, с которым вступил в Первую мировую войну. Был награждён Георгиевским оружием
За то, что, командуя боевым участком (спешенными эскадронами) в бою у дер. С., идя впереди своих гусар и ободряя их личным примером мужества, под губительным огнём противника, первым ворвался с криком «ура» в неприятельский окоп и, не взирая на то, что был сам ранен, выбил противника из трех рядов сильно укрепленных искусственными препятствиями окопов и обратил его в бегство. Не взирая на страдания от раны остался в строю, пока его гусары не были сменены другими частями.
и орденом Святого Георгия 4-й степени
За то, что, командуя боевой частью полка, первым врубился в 3 линии густых цепей наступавших 2 венгерских полков, при чем наша часть переколола более двух рот (до 500 мадьяр), захватив пленных, чем и остановила наступление противника.
С 30 июля 1917 был командиром полка. После подписания Брестского мира и демобилизации полка вернулся вместе с ним во Владимир-Волынский.
В апреле 1918 года в составе кадров полка вступил в армию УНР и вновь занял должность командира полка. В июне того же года полк был переименован в 7-й конно-казацкий Владимир-Волынский. Позже состоял в той же должности в армии Украинской Державы. 30 ноября 1918 произведён в генерал-майоры. В декабре 1918 года в Одессе сформировал Белорусский эскадрон Сборно-кавалерийского полка Одесского района Добровольческой армии. С 31 марта 1919 года состоял в резерве чинов при штабе Кавказской Добровольческой армии. Летом-осенью 1919 года — командир 3-й бригады 1-й кавказской дивизии ВСЮР, затем служил в штабе войск армейского постового района Русской армии барона Врангеля до эвакуации Крыма.
Эвакуировался на корабле «Истерн-Виктор» в Катарро (Югославия). Позднее перебрался в Константинополь, а затем — в Париж.
Умер в 1936 году в Париже. Похоронен на кладбище в Исси-ле-Мулино.

## Музыкальная деятельность
В 1904 году окончил Санкт-Петербургскую консерваторию по классам трубы и специальной теории композиции под руководством Н. А. Римского-Корсакова и Н. Ф. Соловьева. Сочинял сонаты и фуги, занимался организацией военных оркестров и дирижировал ими. В 1903 году написал книгу «О положении военной музыки в России», а в 1913 году к 300-летию дома Романовых написал на слова капитана С. Толузакова ораторию для хора с оркестром «Трехсотлетний Светоч России».

## Семья
В первом браке с Марией Ивановной Шишкевич (1872—1901) имел четверых детей:
- Александр (1891—1920);
- Надежда (1893—1899);
- Николай (1896—1925) — корнет 7-го гусарского Белорусского полка, участник Первой мировой и Гражданской войн. Поэт, литератор. В эмиграции в Болгарии, затем во Франции[2].
- Тамара (1900—?)

## Награды
- Орден Святого Станислава 2-й степени (1904)[K 1];
- Орден Святой Анны 2-й степени (1906);
- Орден Святой Анны 4-й степени (03.01.1916);
- Орден Святой Анны 3-й степени с мечами и бантом (10.09.1916);
- Георгиевское оружие (ВП 04.08.1916);
- Орден Святого Георгия 4-й степени (ВП 25.11.1916);
- Серебряная медаль в память коронации Александра III[1];
- Серебряная медаль «В память коронации Императора Николая II».

## Сочинения
- О положении военной музыки в России. — Санкт-Петербург, 1903.
- Трехсотлетний Светоч России. Музыка ротм. Г. Зубова, слова кап. С. Толузакова. — Санкт-Петербург, 1913.

### Комментарии
1. ↑  В статье Н.В. Лукиной «Вологодские дворяне Зубовы» со ссылкой на  «Краткую записку о службе временного командующего 2-м эскадроном С.-Петербургского жандармского дивизиона штабс-ротмистра Георгия Николаевича Зубова 2 марта 1902 г.» (РГИА. Ф. 1343, оп. 35, ед. хр. 9747.) указываются ещё орден Св. Станислава 3 ст. а также орден Св. Владимира 3 ст. с мечом